# Jeremy Kyle

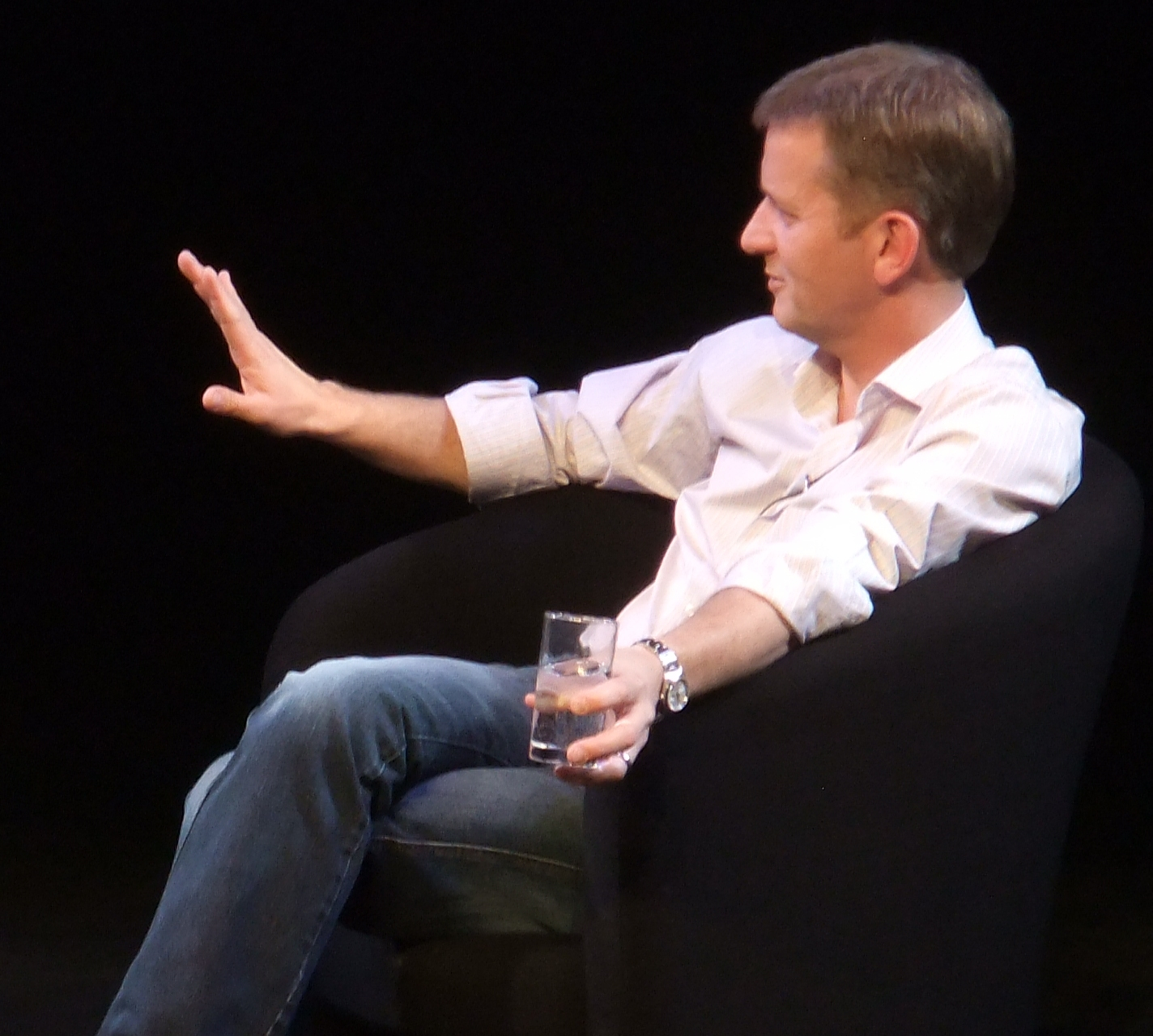
Jeremy Kyle, 2010

Jeremy Kyle (* 7. Juli 1965 in Reading, Berkshire, England) ist ein britischer Fernseh-Moderator und Talkmaster.

## Leben
Kyles Vater war vierzig Jahre lang Buchhalter und persönlicher Sekretär der Queen Mum. Kyle hatte einen älteren Bruder, der später drogenabhängig wurde. Jeremy Kyle besuchte die Reading Blue Coat School, eine Privatschule für Jungen, in Sonning, Berkshire. Kyles erster Job war bei Marks & Spencer. Er studierte Geschichte und Soziologie an der University of Surrey in Guildford.
Ab 1997 wurde er Talkmaster für die Nachtsendungen bei Free Radio Birmingham. Er wechselte 2000 mit der Sendung zu Century FM und ab 2002 zu Absolute Radio.
Ab 2004 moderierte er fürs Fernsehen die Jeremy Kyle Show, eine Boulevard-Talkshow mit einfachen Bürgern und deren Problemen, die wöchentlich jeweils Montag bis Freitag um 9:25 Uhr auf ITV lief. Es gab auch eine US-Version, die von 2011 bis 2013 lief. 2016 bis 2018 war er auch Moderator der Frühstücksshow Good Morning Britain.
Im Mai 2019 wurde die Jeremy Kyle Show durch den Sender ITV eingestellt. Grund dafür war, dass ein Gast nach der Sendung Suizid beging, da er innerhalb der Sendung als Lügner dargestellt wurde. Nachfolgend wurde bekannt, dass weitere Gäste der Sendung und einer anderen von Kyle auf Channel 5 moderierten Sendung, Britain's Worst Husband, Suizid begangen hatten.
2022 wurde er wieder als Talkmaster mit einer eigenen Call-In-Sendung beim Nachrichtensender Talk-TV aktiv.

## Privatleben
Kyle war von 1989 bis 1991 in erster Ehe mit Kirsty Rowley und von 2002 bis 2016 in zweiter Ehe mit dem früheren Model Carla Germaine verheiratet. Aus erster Ehe hat er eine Tochter und aus zweiter zwei Töchter und einen Sohn.